# دعیج ناصر
دعیج ناصر (انگلیسی: Duaij Naser Abdulla؛ زادهٔ ۱۸ ژانویهٔ ۱۹۸۳) بازیکن فوتبال اهل بحرین است.
از باشگاه‌هایی که در آن بازی کرده‌است می‌توان به باشگاه ورزشی الوکره، باشگاه ورزشی الغرافه، باشگاه ورزشی الشمال، و باشگاه ورزشی المحرق اشاره کرد.
وی همچنین در تیم ملی فوتبال بحرین بازی کرده‌است.